# 패션의 수도

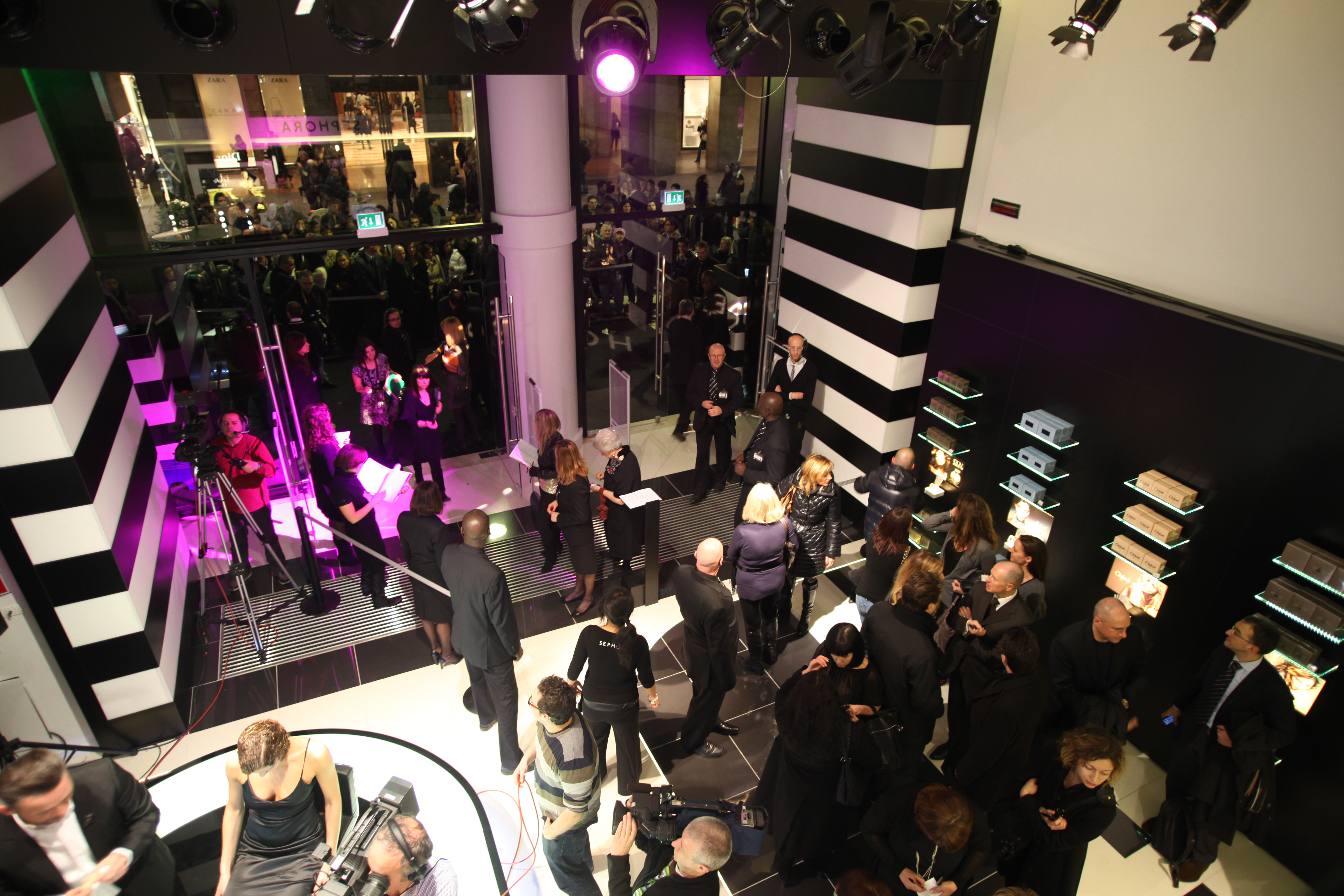
2010년 밀라노 패션 위크 행사

패션의 수도는 패션에서 중심적인 역할과 가진 도시를 말한다. 이러한 도시들은 패션 위크와 같은 패션 행사가 열리며 이러한 행사와 함께 상당한 경제적 산출을 생성한다.
세계에서 가장 유명한 패션의 수도인 빅 4(Big Four)는 각 도시의 패션 위크 순서대로 뉴욕, 런던, 밀라노, 파리로 여겨진다.